# Lingua nheengatu
La lingua gneéngatù, indicata anche come Nheengatu, Ñe'engatu o Ñeengatú secondo altre ortografie, è una lingua tupi-guaraní parlata in Brasile, Colombia e Venezuela.
È conosciuta anche con i nomi portoghesi língua geral da Amazônia e língua geral amazônica, che significano "lingua generale amazzonica", o anche con il nome latino lingua brasilica.

## Distribuzione geografica
È parlata da circa 30.000 persone nella zona che circonda il Rio Negro nella foresta amazzonica del Brasile, della Colombia e del Venezuela. È la lingua principale della popolazione rurale della zona, e viene usata come lingua per comunicare tra indios di diverse tribù e non-indios. Nel 2003, la lingua è stata dichiarata come co-ufficiale assieme al portoghese nel comune di São Gabriel da Cachoeira.

## Storia
Lo gneéngatù ha origini nel nord del Brasile a partire dal XVII secolo, come lingua derivata dal dialetto parlato dagli indios Tupi e adattata alla grammatica portoghese dai gesuiti. Molte parole prese a prestito hanno origine nella lingua portoghese e spagnola. I gesuiti chiamarono la loro creazione ie'engatu, che significa "buona lingua", tuttavia gli studiosi odierni chiamano questa lingua tupi antico.
La lingua gneéngatù era basata sul tupinamba, la lingua dei Tupi lungo la costa settentrionale del Brasile nel Maranhão e nel Pará. Fu standardizzato dai gesuiti sulla base del vocabolario e della pronuncia del Tupinamba, adattata in una struttura grammaticale su base portoghese. Al suo apice, nel XVIII secolo, era la lingua dominante per le comunicazioni tra i nativi e i coloni ed era parlata in un vasto territorio del Brasile, accanto alla sua controparte meridionale, strettamente correlata, la lingua generale paulista; veniva utilizzata non solo dagli indiani e dai missionari, ma anche come linguaggio quotidiano da parte dei coloni di origine europea. La lingua iniziò a cadere in disuso con l'aumento dell'immigrazione dal Portogallo, e in seguito venne bandita dal Marchese di Pombal poiché era associata ai gesuiti, che vennero espulsi dai territori sudamericani.
Oltre all'estinta lingua generale paulista, la lingua gneéngatù è correlata alla lingua guaraní parlata in Paraguay da gran parte della popolazione. Secondo alcune fonti le due lingue sono mutuamente intelligibili.

## Sistema di scrittura
Per la scrittura si utilizza l'alfabeto latino.